# Єнгаличево
Єнгали́чево (рос. Енгалычево, ерз. Енгалычево) — село у складі Дубьонського району Мордовії, Росія. Адміністративний центр Єнгаличевського сільського поселення.

## Населення
Населення — 460 осіб (2010; 593 у 2002).
Національний склад (станом на 2002 рік):
- росіяни — 90 %